# Mario Is Missing!
Mario Is Missing! é um jogo eletrônico educativo desenvolvido por The Software Toolworks para DOS, Macintosh, NES e SNES. Apesar de utilizar personagens da série Mario, ele não lembra os jogos anteriores ou posteriores, por não ter sido programado pela Nintendo.

## História
No enredo deste jogo, Bowser fez um castelo na Antártida, e tem seu objetivo de usar secadores de cabelo para derreter o local e inundar todo o Planeta Terra. Infelizmente, o famoso protagonista, Mario é capturado e Luigi, então, entra em cena para resgatá-lo. Controlando Luigi, o jogador vaga por cidades do mundo e deve responder perguntas sobre geografia para avançar para os próximos estágios.

## Jogabilidade
Mario Is Missing! é um jogo educativo. A versão para computador é um jogo de point and click, enquanto as versões de NES e SNES têm elementos de jogo de plataforma. São um total de 15 fases, divididas em 3 áreas com 5 fases cada uma. Ao completar as 5 fases, o jogador deve derrotar um inimigo, pulando nele (o inimigo fica apenas andando de um lado para o outro, não ataca). Essas fases são cidades bem famosas e turísticas, elas são: Nova Iorque, Paris, Roma, Tóquio e Rio de Janeiro.
Pelas ruas, existem vários Koopas espalhados. O jogador deve derrotá-los, pois alguns escondem relíquias relacionadas ao país onde Luigi está. Essas relíquias devem ser devolvidas em suas respectivas barracas. Os Koopas são como turistas, não fazem nada de ruim para o Luigi, não dá nenhum dano. Mesmo assim, Luigi pode derrotar eles.
Nessas barracas, o jogador deve acertar perguntas, sobre determinado país, patrimônio histórico, e outras coisas relacionadas a Geografia. Se acertar as perguntas, pode entrar na barraca e tirar uma foto. Caso erre, deve procurar outra barraca.
Em cada cidade, existem várias pessoas espalhadas pelas ruas, que dão dicas sobre o país onde Luigi se encontra. Ao receber as dicas, o jogador deve ir ao Globulator (uma espécie de globo terrestre), onde deve localizar o país controlando Yoshi. Ao encontrá-lo, o jogador pode sair da fase, mas só a completa se tiver tirado todas as fotos. Caso contrário, deve fazer tudo de novo.